# Pereza
Pereza é um grupo musical de rock espanhol originário do bairro Alameda de Osuna, no distrito de Barajas (Madrid). É composto por Rubén Pozo Prats e José Miguel Conejo Torres, conhecidos artisticamente como Rubén e Leiva.

## História

### Início da carreira (2001)
Em 1999 se juntaram com a intenção de fazer versões das canções do grupo madrileño Leño. Pouco antes Rubén (guitarra e voz) havia saído do grupo Buenas Noches Rose, assim como Leiva (baixo e voz) que havia deixa para trás sua antiga banda, Malahierba. Ambos já se conheciam, pois viviam em Alameda de Osuna, nas proximidades de Madrid, bairro onde continuam vivendo.  O trio se completava com o baterista Tuli. Em suas primeiras apresentações pelos pequenos bares de Madrid chegaram inclusive a trabalhar como banda de apoio do crítico musical e antigo vocalista do grupo Desesperados, Fernando Martín (irmão do aclamado guitarrista Guille Martín). Com a experiência adquirida nos ambientes e com as pessoas que trabalhavam foi nascendo as primeiras canções próprias, que evidenciavam uma sonoridade clara como os glamurosos anos setenta, encabeçados por Marc Bolan e pelos  Rolling Stones, sem esquecer das referências autóctones, como as bandas Burning e Tequila, assimilando tudo isso a uma veia claramente pop, que jamais depreciava um bom riff nas melodias.
Um caça-talentos da gravadora RCA (subsidiária da Sony Music) os viu se apresentando e de imediato depositou neles sua confiança, farejando um enorme filão comercial e uma atraente e sólida imagem, ainda que fosse necessário bastante polimento. A banda é contratada pela multinacional e edita seu primeiro disco, Pereza (2001). O trabalho ainda evidencia sua juventude e inexperiência; um pouco limitado, mas o suficientemente consistente para resultar em uma centena de shows e trazer confiança a eles mesmos. Em suas atividades pelo país vão fazendo shows de abertura de bandas como Porretas, Los Enemigos e Siniestro Total. Também participam de álbuns compilatórios, como na homenagem a Hombres G, cantando a faixa “Voy a Pasármelo Bien”, canção que acabaria dando nome ao álbum tributário.

### Algo Para Cantar (2003)
Para o segundo disco, Algo Para Cantar (2003), Pereza se reduz a um duo e a formação se reduz a Leiva (bateria, baixo, guitarra e voz) e Rubén (guitarra e voz), o que se mostrou ser a equipe ideal e necessária para consolidar o repertório e atuações em cima de um palco. O disco chama a atenção para as aspirações da banda e os situa em uma excelente posição de partida para a desejada carreira. As canções cresceram e mantiveram um fino equilíbrio entre a graça irreverente e a melodia, tornando-se agradável para todos os públicos. Nas apresentações dão tudo de si e em cada exibição exibem todo o sex appel stoniano. A banda soma outros duzentos shows ao seu intenso período de aprendizagem. Chegam a abrir o show de Bon Jovi e, entre as turnês, dividem palco com outros companheiros da mesma geração como Deluxe, Sidonie, Amaral e Los Piratas. A imprensa começa a falar muito seriamente deles como “os novos Tequila”, “os novos Ronaldos”, etc. Por último, gravam um videoclipe da faixa “Yo Pienso En Aquella Tarde” com a colaboração de David Summers e Dani Martín, vocalistas dos grupos Hombres G e El Canto Del Loco respectivamente.

### Animales (2005)
O salto qualitativo chega com Animales (2005), trabalho produzido por Nigel Walker (Bob Dylan, Tom Petty, Aerosmith), que acerta em cheio o que eles estavam desejando e os converte na nova promessa do rock cool castelhano. Assim soam raivosamente elétricos sem deixar a pegada pop de lado. O single “Princesas”, o qual seguiria o também exitoso “Todo”, os situa no mapa dos triunfadores da fórmula comercial radiofônica.
Apesar de todo o sucesso o grupo segue fiel à suas aparições criativas, no final deste mesmo ano de 2005 participaram junto a Iván Ferreiro, Xoel López (Deluxe), Quique González, Juan Aguirre e Eva Amaral do projeto Laboratório Ñ, da organização espanhola privada que administra direitos autorais de artistas, a Sociedad General de Autores y Editores (SGAE), no qual permaneceram reunidos em uma casa de Buenos Aires (Argentina) para compartilhar ideias e compor. Desta excursão firmaram laços ainda mais sólidos com seus companheiros do cenário musical. Por outro lado a mídia e indústria fonográfica não está alheia ao sucesso do grupo e, tanto nos Premios de la Música (2006) como nos Premios Los 40 Principales (2006), são indicados a “melhor grupo de pop rock”, “melhor canção” e “melhor álbum pop”. Também são indicados a “melhor artista espanhol” na premiação MTV Europe Music Awards de 2006.

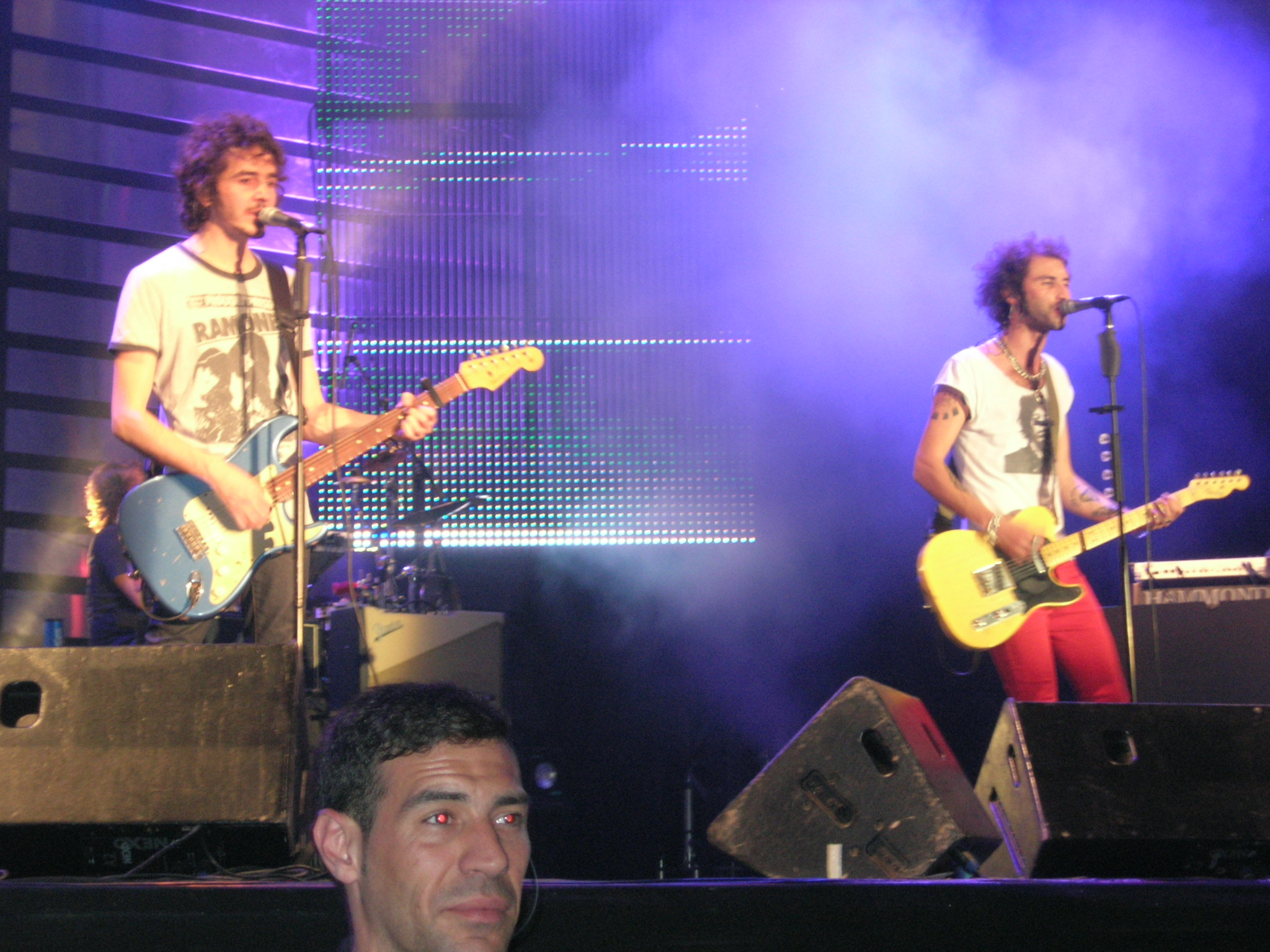
Rubén e Leiva durante um show.

### Amigos De Los Animales (2006)
O seguinte disco da banda, que começa sendo uma mera diversão entre amigos, termina convertendo-se em uma enorme jogada comercial. Los Amigos De Los Animales (2006), é uma festa privada onde Rubén e leiva chamam outros companheiros para que cantem algumas das músicas aparecidas em seus três primeiros álbuns. Por um lado estão os colegas de mesma geração: Amaral, Pastora, Deluxe, Sidonie, Ivan Ferreiro e Quique González, e por outro, apelando a seus corações de fã, recorrem ao admirados: Enrique Bunbury, Carlos Tarque, Burning, Cristina Rosenvinge, Coque Malla, Kevin Johansen e Ariel Roa, sem esquecer da contribuição flamenca de Los Delinqüentes, Alba Molina e Niño Josele (convêm destacar que Leiva é um grande amante do flamenco).
O disco resulta ser um aclamado sucesso de popularidade e os lança à crista da onda dos pop stars no atual panorama da música espanhola. Indústria, crítica e público se rendem aos seus encantos, nos Premios de la Música 2007 são os ganhadores do prêmio de “melhor álbum pop” e as vendas de Animales quase alcançam o disco de platina. Como resultado de uma turnê inesgotável de outros duzentos shows a banda planeja uma série de pontuais apresentações em formato acústico. Da atuação no Teatro Trívoli é extraído o material que compõe o DVD Barcelona (2006), que se soma a um CD de raridades que inclui temas inéditos, tomadas caseiras e até uma versão da canção “No Sé Qué Hacer Contigo”, do grupo pamplonês Barricada. Este box especial (CD + DVD) ainda inclui alguns materiais especiais para os fãs, como a réplica de un post-it  escrito por José María Cámara, presidente da BMG, dirigido a um colega da gravadora, no qual pede que assinem o pré-contrato para a gravação do primeiro disco.
Antes de iniciar os trabalhos para a criação de uma novo álbum, Rubén e Leiva colaboram como alguns de seus companheiros do mundo da música. No disco Dúos, Tríos y Otras Perversiones de Ariel Rot participam na faixa "Canal 69"; com Burning cantam "Mueve tus caderas" para o álbum Dulces Dieciséis, na casa de shows Joy Eslava, e no mesmo lugar compartilham os vocais com Jaime Urrutia na canção “Cuatro Rosas” para o álbum En Joy; no estádio Vicente Calderón interpretam junto a Loquillo “Rock’n’Roll Star”, durante a celebração dos anos da rádio Los 40 Principales. Também terminam sendo memoráveis suas parcerias com Xoel Deluxe e Quique González.

### Aproximaciones (2007)
Voltam a recorrer ao produtor Nigel Walker e em meados de 2007 a banda Pereza já tem pronto seu novo disco, Aproximaciones, de onde é extraído o primeiro single, “Aproximación”, cuja melodia se aproxima mais do som dos Beatles que dos Stones. O resto do álbum certifica seu contínuo crescimento como compositores e como grupo de rock. Ninguém mais os compara com outros grupos que não sejam eles mesmos, e constata-se o triunfo de suas letras simples, suas melodias impagáveis e seu pegajoso groove.  No disco, gravado quase todos os instrumentos por eles mesmos, destaca a colaboração do mítico guitarrista ex-Stone Mick Taylor. A partir de então, Rubén e Leiva cantarão e tocarão as guitarras, e o resto da formação se completa com Rober (bateria), Luismi (percussão), Pop (teclados) e Manuel Mejías (baixo). Os singles deste álbum foram “Aproximación”, “Estrella Polar”, “Tristeza”, “Por Mi Tripa” e “Margot”.
Este último, “Margot”, foi muito polêmico já que, em seu videoclipe, aparece uma mulher masturbando-se sobre uma cama durante os três minutos que dura a canção. Seu diretor, Cristian Titán Pozo, afirmou que naquele país (Espanha) podia-se ver vídeos de mortos e de guerras, mas que se escandalizavam por algo tão natural como a masturbação.

### Aviones (2009)
Seu último álbum de inéditas até o momento, Aviones (2009), chegou às lojas no dia 26 de agosto de 2009 entrando direto ao topo da lista de vendas, sendo que a primeira música de divulgação foi o hit “Violento Amor”. Trata-se de um disco com sonoridade mais acústica e ritmo mais suave. A produção do disco foi feita pelos próprios Rubén e Leiva enquanto que a distribuição ficou por conta, mais uma vez, da Sony BMG. Tuli, membro da banda no primeiro disco, colabora em algumas canções (“Lady Madrid”, “Leones” e “Escupe”), tocando saxofone. Há duas colaborações de especial importância, Andrés Calamaro em “Amelie” e Ariel Rot em “Llévame Al Baile”. Durante este ano produziram, compuseram música e realizaram os coros do primeiro single de Joaquín Sabina, “Tiramisú De Limón”, de seu novo álbum Vinagre y Rosas – colaborando da mesma forma na canção “Embustera” do mesmo disco. O segundo single do grupo é “Lady Madrid” e o terceiro “Pirata”. O videoclipe desta última música é dirigido pelo diretor Titán Pozo.
Com este disco iniciam a turnê Puro Teatro Tour durante 2009 e 2010 (iniciada em Úbeda), centrada em teatros e auditórios para buscar uma maior intimidade com o público e melhor execução das canções acústicas. Bastante contrastante com a turnê de Aproximaciones, que foi finalizada em um pulsante show na Plaza De Las Ventas em Madrid, diante de mais de 16.000 pessoas.

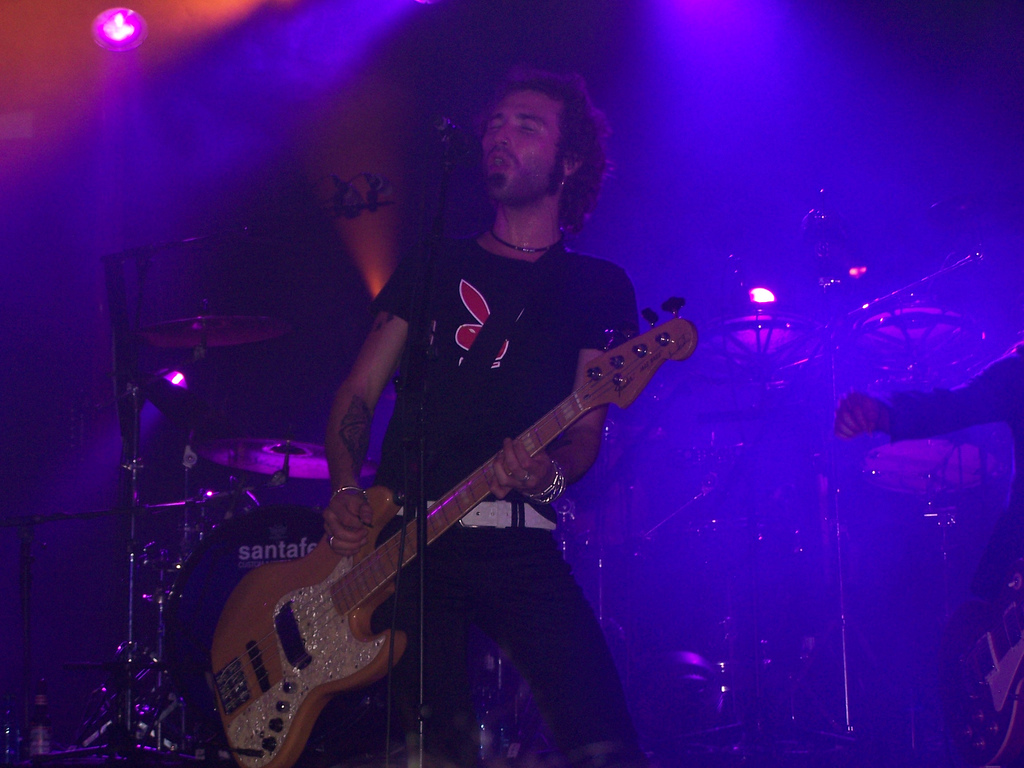
Leiva se apresentando.

### Pereza 10 Años (2010)
Em 21 de dezembro de 2010 saiu a venda o disco Pereza 10 Años, uma coletânea de canções de todos os álbuns anteriores a um preço bastante reduzido. Este disco só foi disponibilizado para compra via Internet, no formato download pela Spotify e iTunes. O material reúne quarenta canções e quatro videoclipes, sendo lançado para comemorar os dez primeiros anos de fundação da banda. Também coincidiu com o final da turnê do disco Aviones.

## Discografia
- 2001: Pereza
- 2002: Algo para cantar
  - 2003: Algo para encantar (DVD)
  - 2004: Algo para cantar (edição especial)
- 2005: Animales
  - 2005: Princesas (DVD)
  - 2006: Los amigos de los animales (+ DVD)
  - 2006: Barcelona (DVD + CD)
- 2007: Aproximaciones
- 2009: Baires (livro CD e DVD)
- 2009: Aviones (+ DVD)
- 2010: Pereza 10 Años

## Colaborações
- "Voy a Pasármelo Bien" (Voy a Pasármelo Bien) Hombres G (2002)
- "No tocarte" (Arde la Calle) Tributo a Radio Futura (2004)
- "Mi enfermedad" (Calamaro Querido! Cantando al Salmón) Tributo a Andrés Calamaro (2006)
- "Despertame contigo" (Todo Llegará) Carlos Tarque e Rebeca Jiménez (2009)
- "Rocanrol Bumerang" (Bienvenidos) Tributo a Miguel Ríos (2009)
- "Tiramisú de limon" (Vinagre y Rosas) Joaquín Sabina (2009)
- "Embustera" (Vinagre y Rosas) Joaquín Sabina (2009)
- "Peter Pan" (Radio La Colifata presenta a El Canto Del Loco) El Canto Del Loco (2009)
- "Todos Se Van" (On the Rock) Andrés Calamaro (2010)
- "Los divinos" (On the Rock) Andrés Calamaro (2010)
- "Los restos del naufragio" (Hechizo) Tributo a Heroes Del silencio y Bunbury (2010)